# Tausendschönchen
Tausendschönchen (Untertitel: kein Märchen; Alternativtitel: Die kleinen Margeriten; OT: Sedmikrásky) ist ein experimenteller Spielfilm der tschechischen Regisseurin Věra Chytilová. Er wurde 1966 gedreht und ist ein Hauptwerk der Tschechoslowakischen Neuen Welle der 1960er Jahre. Der Film wurde nach Zerschlagung des Prager Frühlings verboten. Die Darstellung von Lebensmittelverschwendung war einer der Gründe, die zum Aufführungsverbot des Films führten.

## Handlung
In lose verbundenen Szenen erzählt der Film von der moralischen Verdorbenheit der Welt, dargestellt in den Handlungen der beiden weiblichen Hauptfiguren Marie 1 und Marie 2. Die anarchistischen Mädchen richten nicht nur ihre Umwelt auf eine höchst unterhaltsame Weise zugrunde, sondern am Ende auch sich selbst.

## Veröffentlichung
Beim DVD-Label Bildstörung erschien am 27. Juli 2012 eine deutsche Erstveröffentlichung auf DVD und Blu-ray Disc.
Am 28. April 2023 kam der Film in neu-restaurierter Fassung als Wiederaufführung in die deutschsprachigen Kinos.

## Kritiken
Eine BBC-Umfrage unter 368 Filmexperten aus 84 Ländern wählte Tausendschönchen 2018 auf Platz 6 der besten Filme aller Zeiten, bei denen eine Frau Regie geführt hat.

„Ein Film, der die Realität und sich selbst als Realität beispielhaft in Frage stellt. Von den beiden Heldinnen bleibt als Gewißheit nur der Augenschein (…) Nicht einmal, ob sie Schwestern oder Freundinnen und ob sie normal oder lesbisch sind, erfährt man. Meistens sieht man sie bei der Nahrungsaufnahme – bis ihre blindwütige Futterei vollends in eine Zerstörungsorgie übergeht und sie sich wälzen in Kuchen und baden in Whisky. In die Brüche geht auch das Filmbild als Spiegel der Realität. Was bleibt, sind fragwürdige Muster, zu denen alle Sprache plattgewalzt ist – Wortteppich, Symboltapete. Das Bild gleicht am Rande einem total verwirrten Puzzlespiel – ein Appell an den Zuschauer, mit dem Film, den er da sieht, zu spielen.“

„Ein allegorisches Lehrstück im Stil einer grotesk-bizarren Komödie, die in surrealistisch inspirierter, virtuoser Manier mit der Zerstörung als zugleich befreiender und gefährlicher Kraft konfrontiert. Eine ebenso unterhaltsame wie hintergründige Fantasie von zeitloser Faszination.“

„Frecher und burlesker Film über zwei Mädchen, ihren Erlebnishunger, ihre Freßlust und ihre ziellose Rebellion. Die Freude am Spiel, am Gag und am Zerstören filmischer Strukturen ist gepaart mit teilweise kühnen Farbexperimenten, zugleich verdeckt sie aber auch die ernstzunehmenden Aspekte des Films. Den Liebhabern radikaler moderner Experimente sei dieser zweite Spielfilm der tschechischen Regisseurin Vera Chytilová gern empfohlen.“